# Hughesville (Maryland)
Hughesville – jednostka osadnicza w Stanach Zjednoczonych, w stanie Maryland, w hrabstwie Charles.